# 71 (số)
71 (bảy mươi mốt) là một số tự nhiên ngay sau 70 và ngay trước 72.